# Kunwald Cézár
Kunwald Cézár (dánul: Cæsar Kunwald Graz, 1870. július 25. – Koppenhága (Dánia), 1946. november 26.) magyar festő.

## Élete és munkássága
Kunwald Cézár zsidó származású magyar szülők gyermekeként Grazban született. 1891-ben Budapesten a Műegyetemen végzett, és a gépszerkezettan adjunktusa lett. Ezt követően Weimarban, majd Párizsban folytatott művészeti tanulmányokat.
Tagja volt a Benczúr Társaságnak. 1907-től állított ki a Műcsarnokban. 1908-ban Bécsben és a budapesti
Nemzeti Szalonban volt tárlata, ahol főleg arcképeket, figurális képeket és néhány csendéletet állított ki. ekkortól kezdve a Műcsarnok állandó kiállítója lett. 1922-ben egy arcképével elnyerte a Herbert Viktor-díjat. 1929-ben belépett az akkor alakult Arcképfestők Társaságába is.
A második világháború kitörésekor Dániába települt, és ott is hunyt el 1946-ban.
Egy női arcképe és csendélete a Szépművészeti Múzeum gyűjteményében van.

## Díjai
- Állami pasztell díj
- Herbert Vilmos-díj (1922).

## Külső hivatkozások
- A Kieselbach Galéria honlapján
- Életrajzi Lexikon
- Magyar Zsidó Lexikon